# Grace Gummer
Grace Jane Gummer, (* 9. května 1986 New York) je americká herečka.

## Životopis
Narodila se 9. května 1986 New Yorku. Jejími rodiči jsou herečka Meryl Streep a sochař Don Gummer. Své dětství strávila v Los Angeles a v Connecticutu spolu se svými staršími sourozenci hudebníkem Henrym Wolfem Gummerem, herečkou Mamie Gummer, a mladší sestrou, modelkou Louisou Jacobson. Studovala na škole Poly Prep v New Yorku. V roce 2008 vystudovala umění a italštinu na Vassar College, kde studovala i její matka. Na Vassaru se zapojila do spolupráce s divadelní skupinou Woodshed Theater Ensemble a strávila rok studijním pobytem v italské Bologni. Během tohoto období pracovala jako docentka v uměleckém muzeu Dia:Beacon a také pro kostýmní návrhářku Ann Roth a kostýmní dílnu Tirelli Costumi v Římě. Později absolvovala stáž u módního návrháře Zaca Posena.

### Kariéra
V roce 2008 si zahrála ve své první divadelní hře The Sexual Neuroses of Our Parents (Sexuální neurózy našich rodičů) společně s Lukasem Bärfussem. Zahrála si ještě ve dvou divadelních hrách Much ado about nothing (2010) a Arcadia (2011), kde si zahrála Chloe. Za roli v divadelní hře Arcadia dostala ocenění Theatre Awards. O rok později se objevila v divadelní hře The Columnist po boku herce Johna Lithgowa.
Grace se poprvé objevila ve svých sedmi letech ve filmu Dům duchů (1993), kde si zahrála Claru de Valle, mladší verzi své matky. V Americe vstoupila do povědomí filmem Meskada (2010), kde si zahrála Nat Collinsovou a kde měla hned první postelovou scénu. Mezi její další filmy se řadí Bashert (2010) a Margin Call (2011), kde si zahrála po boku Jeremyho Ironse nebo Stanleyho Tucciho. Malou roli získala ve filmu Moje krásná učitelka (2011), kde hrála jednu ze žákyň Julií Roberts a spolužačku Toma Hankse. V roce 2012 se objevila v malé roli ve filmu Frances Ha, který byl velmi úspěšný na filmových festivalech. Se svojí matkou Meryl Streep si opět zahrála ve filmu Síla života (2014) a ve stejný rok si zahrála dceru Patricie Clarkson ve filmu Learning to Drive (2014). Jejím zatím nejnovějším projektem je televizní film Svědectví natočený podle skutečné události a ve kterém si hlavní roli zahrála herečka Kerry Washington.
Proslavila se ale díky seriálu Gigantic (2010–2011), kde si zahrála Annu Moore, dceru slavného páru. Objevila se v několika dalších seriálech, kde si zahrála malé role jako například ve Smash (2012), ve kterém si zahrála dceru Anjelicy Huston, nebo v seriálech Nultá hodina (2012) a The Newsroom (2013–2014), kde ztvárnila postavu novinářky Hallie Shea. Zahrála si také v seriálu American Horror Story. Poprvé se objevila ve třetí řadě „Coven”, kde si zahrála čarodějnici Millie. V další řadě „Freak Show” získala větší roli ještěří dívky jménem Penny. V roce 2014 se společně s Halle Berryovou objevila v seriálu Extant. Diváci si jí ale více začali všímat až ve 2.řadě seriálu Mr. Robot (2015–2019), kde ztvárnila agentku FBI Dominique DiPierro. Následně si zahrála v seriálu Good Girls Revolt, kde ztvárnila režisérku Noru Ephron v jejích začátcích. 

## Osobní život
Mluví anglicky a italsky. Žije v Los Angeles.
Dne 10. července 2019 se provdala za hudebníka Taye Strathairna, syna herce Davida Strathairna. Dne 21. srpna 2019 se pár po 42 dnech manželství rozešel. Gummer filed for divorce on March 23, 2020, in Los Angeles, Dne 23. března 2020 Garce podala v Los Angeles žádost o rozvod, který byl rozvod byl potvrzen v srpnu 2020.
Dne 4. září 2021 bylo oznámeno, že se po roční známosti provdala za britsko-amerického hudebníka a hudebního producenta Marka Ronsona, jejich první dítě, dcera, se narodilo v prosinci 2022. 

## Filmografie

### Filmy
| Rok  | Název                     | Role                | Poznámky         |
| ---- | ------------------------- | ------------------- | ---------------- |
| 1993 | Dům duchů                 | Mladá Clara DeValle |                  |
| 2010 | Meskada                   | Nat Collins         |                  |
| 2010 | Bashert                   | Abby                | krátký film      |
| 2011 | Moje krásná učitelka      | Natalie Calimeris   |                  |
| 2011 | Margin Call               | Lucy                | scény vystřiženy |
| 2012 | Frances Ha                | Rachel              |                  |
| 2014 | Síla života               | Arabella Sours      |                  |
| 2014 | Learning to Drive         | Tasha               |                  |
| 2015 | Jenny's Wedding           | Anne                |                  |
| 2016 | Svědectví                 | Ricki Seidman       | TV Film          |
| 2018 | The Long Dumb Road        | Nina                |                  |
| 2018 | Beast of Burden           | Jen                 |                  |
| 2019 | Standing up, Falling down | Megan               |                  |

### Seriály
| Rok       | Název                             | Role                     | Poznámky  |
| --------- | --------------------------------- | ------------------------ | --------- |
| 2010–2011 | Gigantic                          | Anna Moore               | 18 epizod |
| 2012–2013 | Smash                             | Katie Rand               | 2 epizody |
| 2013–2014 | Nultá hodina                      | FBI Agent Paige Willis   | 6 epizod  |
| 2013–2014 | The Newsroom                      | Hallie Shea              | 10 epizod |
| 2013–2014 | Paloma                            | Paloma                   | 5 epizod  |
| 2013      | American Horror Story: Coven      | Millie                   | 1 epizoda |
| 2014–2015 | Extant                            | Julie Gelineau           | 21 epizod |
| 2014      | American Horror Story: Freak Show | Penny                    | 6 epizod  |
| 2016–2019 | Mr.Robot                          | Dominique 'Dom' DiPierro | 11 epizod |
| 2016      | Good Girls Revolt                 | Nora Ephron              | 6 epizod  |
| 2018      | That's Harassment                 | Herself                  | Krátký    |
| 2019      | The Hot Zone                      | Melinda Danport          | 4 epizody |
| 2020      | A Teacher                         | Chloe                    | 9 epizod  |
| 2021      | Dr. Death                         | Kim Morgan               |           |

### Divadlo
| Rok  | Název                              | Role             | Poznámky            |
| ---- | ---------------------------------- | ---------------- | ------------------- |
| 2008 | The Sexual Neuroses of Our Parents | Dora             |                     |
| 2010 | Much Ado About Nothing             | Hero             |                     |
| 2011 | Arcadia                            | Chloë Coverly    | Theatre World Award |
| 2012 | The Columnist                      | Abigail          |                     |
| 2018 | Mary Page Marlowe                  | Roberta Marlowe  |                     |
| 2019 | A Bright Room Called Day           | Paulinka Erdnuss |                     |